# William Turner

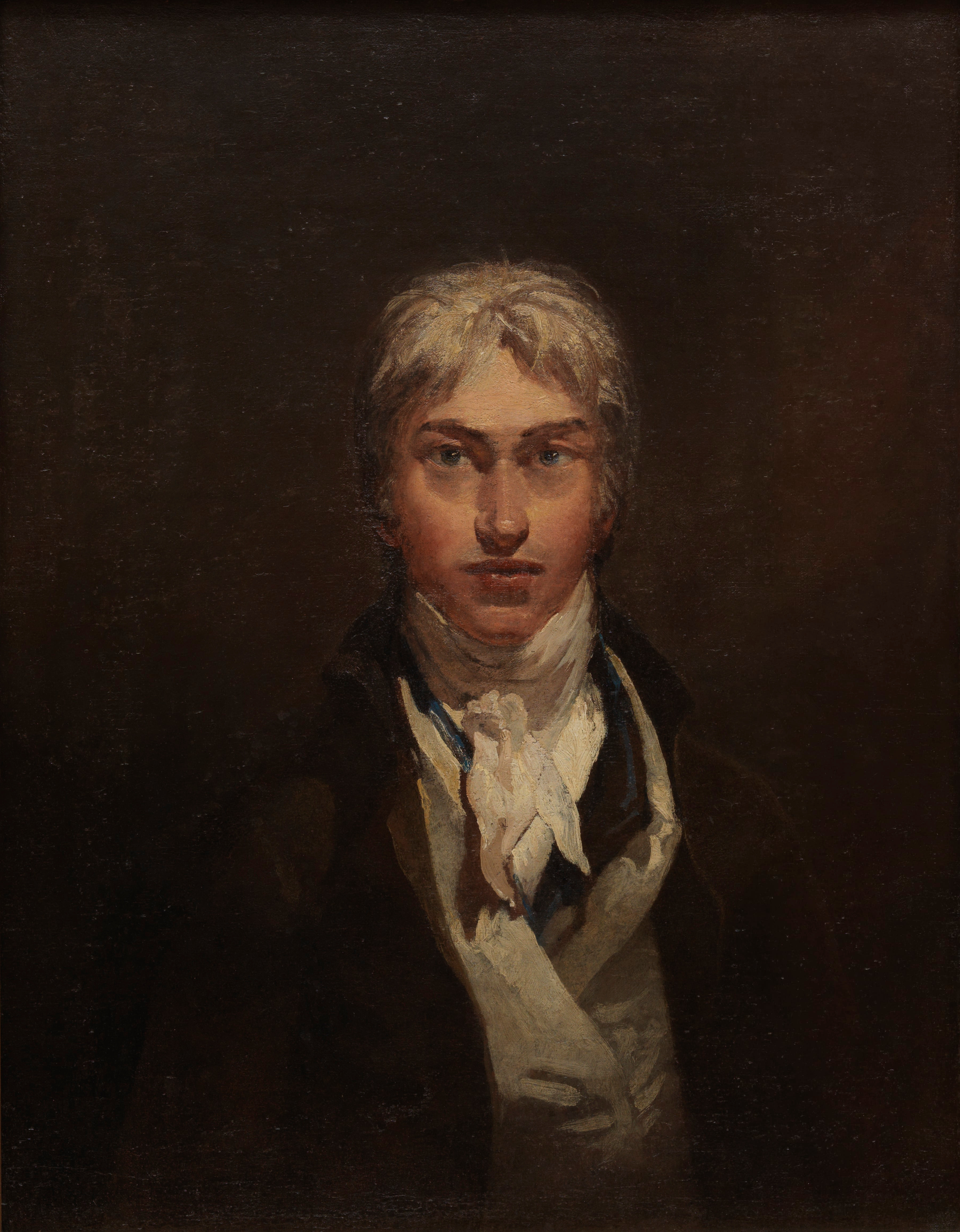
Selbstporträt, 1798, Tate Gallery

Vier Porträts von Turner in verschiedenen Lebensabschnitten

Joseph Mallord William Turner RA (* 23. April 1775 in London; † 19. Dezember 1851 in Chelsea, London) war ein englischer Maler, Aquarellist und Zeichner. Er gilt als der bedeutendste bildende Künstler Englands in der Epoche der Romantik. Landschaften und Seestücke waren seine bevorzugten Themen; dem Licht und der Atmosphäre galt dabei sein besonderes Interesse. Weil seine Darstellungsweise bis zur Entmaterialisierung des Gegenständlichen ging und er das Licht und die Farbe von Sonnenlicht, Feuer und Wasser in ganz neuartiger Weise zum eigentlichen Thema seiner Bilder machte, beeinflusste er stark die Impressionisten. Turner war ein schnell arbeitender und enorm produktiver Künstler. Der größte Teil seiner ausgestellten Gemälde ist in den Londoner Museen und anderen angelsächsischen Sammlungen zu sehen.

## Leben
William Turners Vater war Barbier, seine Mutter Tochter eines Schlachters. Sie lebten in einer Wohnung in Maiden Lane, im Stadtteil Covent Garden, nahe der Themse in London. Seine Mutter erkrankte spätestens 1786 psychisch und wurde 1799 ins Bethlem Royal Hospital eingeliefert, wo sie vier Jahre später starb. Vermutlich hielt sich der junge Turner deswegen viel bei Verwandten auf dem Lande auf. Dort lernte er, Kupferstiche zu kolorieren. Turner begann, sie zu kopieren und bald auch seine Skizzenbücher mit Zeichnungen nach der Natur zu füllen. Der Vater schätzte das Talent des Sohnes und stellte dessen Zeichnungen in seinem Geschäftslokal aus. Dadurch wurden Förderer 1789 auf ihn aufmerksam und ermöglichten ihm noch im selben Jahr ein Stipendium an der Royal Academy.
Zugleich verdiente er zusammen mit seinem Freund Thomas Girtin sein Geld mit der dekorativen Vervollständigung von Architekturzeichnungen oder dem Kolorieren von Kupferstichen. Turner machte sich auch bald einen Namen mit eigenständigen topographischen Aquarellen; eines war bereits 1790 in der Jahresausstellung der Akademie zu sehen. Er bereiste 1792 und 1795 Wales und 1797 den Lake District im Norden Englands. Turner lieferte Vorzeichnungen zu Landschaftskupferstichen für das Copper-Plate Magazine (1794–1798) und den Oxford Almanach (1798–1804). Ab den 1790er Jahren folgten koloristische und zeichnerische Auftragsarbeiten für Edward Lascelles, 1. Earl of Harewood, den Architekten und Sammler John Soane, Sir Richard Colt Hoare, William Beckford und andere Sammler, Kunsthändler und Stecher. Ab 1794 waren Turner und Girtin Teilnehmer im Monro Circle, einem Kreis junger Künstler, die in einer Art privaten Akademie des Arztes Dr. Thomas Monro im Malen mit Wasserfarben gefördert und angeleitet wurden und einen eigenen Aquarellstil entwickelten. Als Student der Royal Academy erlernte er auch 1795 bei Loutherbourgh die Ölmalerei, die seitdem in seinem Werk eine wachsende Rolle spielte.
1796 stellte er sein erstes Ölgemälde (Fischer auf See) aus. Er wurde drei Jahre später außerordentliches Mitglied der Royal Academy of Arts. Zu jener Zeit war Turner bereits finanziell unabhängig, so dass er aus seinem Elternhaus auszog und sich in der Harley Street einmietete. Durch einen Besuch bei William Beckford (1799), einem seiner Förderer, wurde er von den Werken Claude Lorrains und Nicolas Poussins angeregt, sich mit den großen Traditionen der europäischen Malerei auseinanderzusetzen. Um die Jahrhundertwende ging das architektonisch-topographische Interesse in den Bildthemen Turners zugunsten einer Bevorzugung von Natur und Landschaft deutlich zurück. 1801 besuchte er Schottland. Der Friede von Amiens ermöglichte es ihm 1802, also zwischen den Napoleonischen Kriegen, nach Frankreich und in die Schweiz zu reisen, um die von Napoleon geraubten und im Louvre ausgestellten Bilder anzuschauen.
Im gleichen Jahr wurde Turner als Vollmitglied in die Royal Academy aufgenommen, schon 1803 gehörte er vorübergehend zum Vorstand. Er blieb ihr zeitlebens verbunden, auch wenn seine Stellung dort nicht unangefochten blieb. Zwar wurde er von der zeitgenössischen Kunstkritik angefeindet, doch schon früh erwarb sich Turner die Anerkennung von Sammlern und Kollegen und blieb bis zu seinem Tode finanziell unabhängig. Schon 1804 war er so vermögend, dass er an seinem Haus eine Galerie anbauen lassen konnte, in der er seine eigenen Werke ausstellte. Dies war in der englischen Kunstwelt etwas völlig Neues.

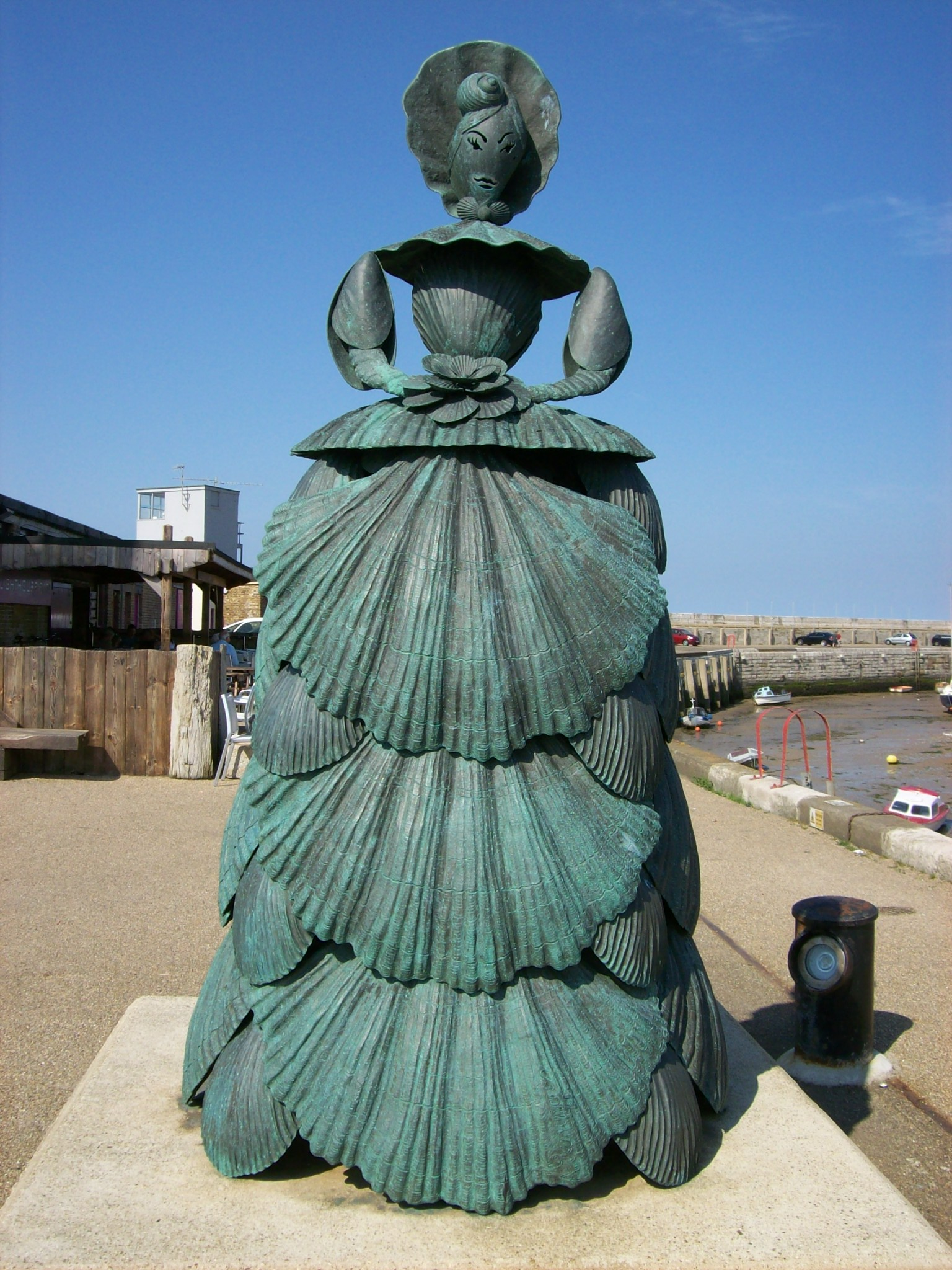
Skulptur The Shell Lady in Margate, die Turners Partnerin Mrs. Booth darstellt

Im Jahr 1807 wurde er Professor für Perspektive an der Royal Academy, seine Lehrtätigkeit übte er dort von 1811 bis 1828 aus. Inzwischen war Turner neben John Constable einer der führenden englischen Landschaftsmaler. Viele seiner Werke wurden 1819 in zwei größeren Ausstellungen gezeigt. Im selben Jahr unternahm Turner seine erste Italienreise. Das südliche Licht bestätigte ihn in seiner Auffassung von Licht und Farbe. Innerhalb von vier Monaten schuf er mehr als 2000 Bleistiftskizzen von Stadt- und Naturlandschaften auf der Route Rom–Neapel–Venedig. Wieder in England angekommen, begann er seine Auffassung von der Kraft des Lichts auch in der Ölmalerei zu realisieren. Ein Beispiel ist das 1819 entstandene Gemälde Modern Rome – Campo Vaccino. Zwar änderte Turner seinen Stil nicht abrupt, doch zog er eine klare Trennung zwischen seinen Auftragsarbeiten und seinen Experimenten, in denen sich seine Ideen voll entfalteten. 1829 starb sein Vater, der seinen Haushalt organisiert, seine Geschäfte erledigt und Leinwände grundiert hatte. Seitdem hielt er sich häufig länger bei einem seiner Förderer auf, dem Earl of Egremont, der in Petworth House einen freizügigen Lebensstil pflegte und Turner ein Atelier einrichtete. 1828/1829 fuhr er erneut nach Rom, 1833 und 1840 nach Venedig. Sein Interesse verlagerte sich immer stärker auf elementare Erscheinungen. Andere Reisen, oft im Zusammenhang mit verlegerischen Projekten, führten bis 1845 in die Schweiz, nach Savoyen, Frankreich, Wales und Schottland. Um 1840 entwickelte sich eine freundschaftliche Beziehung mit John Ruskin, der mit seinen Modern Painters (1843) zum einflussreichsten Parteigänger Turners wurde.
Viele seiner besten Bilder entstanden in den letzten Lebensjahren. Turner zog sich nach dem Kauf eines Hauses in Chelsea über 70-jährig aus der Öffentlichkeit zurück, auch weil sich seine Gesundheit mehr und mehr verschlechterte. Das letzte Bild, das er an die Royal Academy schickte, war Der Besuch am Grabe. Turner wurde in der Südkrypta der St Paul’s Cathedral, der sogenannten Painters’ Corner, neben Sir Joshua Reynolds beigesetzt.
Turner war eine nicht immer angepasste, in mancher Hinsicht schrullige und exzentrische Persönlichkeit. Obwohl er viel Aufmerksamkeit genoss, blieb er verschlossen, schweigsam und zuweilen auch mürrisch. Er war nachlässig in seinem Äußeren, seine Arbeitsmethoden hütete er eifersüchtig, und über sein Privatleben hüllte er sich in Schweigen. Zumindest ist bekannt, dass er von 1833 an bis zu seinem Tod 1851 viel Zeit in Margate bei seiner Geliebten, einer Witwe namens Sophia Caroline Booth, verbrachte, bei der er auch zeitweilig wohnte. Turner blieb unverheiratet.

## Zeichner und Graphiker
Folgen von Kupferstichen mit Landschaftsdarstellungen waren in England seit dem 18. Jahrhundert beliebt und verbreitet. Einzelblätter dienten als Wandschmuck, Mappenwerke befriedigten die Nachfrage auf dem Sammlermarkt. Die Bevorzugung der englischen Topographie verdeutlicht dabei, dass dieses Genre als Ausdruck patriotischer Gesinnung verstanden wurde. Turner war fast jedes Jahr auf Reisen durch Großbritannien und die Länder Mitteleuropas und füllte dabei zahlreiche Skizzenbücher. Diese teils aquarellierten Ansichten wurden für ihn zu einem nachhaltig verwerteten Motivfundus. Daneben entstanden Einzelblätter mit bildhaft ausgearbeiteten Aquarellen, für die es einen lukrativen Markt gab. Ab 1814 lieferte Turner das sorgfältig in Sepia oder Wasserfarbe ausgearbeitete Vorzeichnungsmaterial zu Folgen von Radierungen und Buchillustrationen, die meist von anderen Künstlern auf Druckplatten umgesetzt wurden:
- Southern Coast (1814–1826)
- History of Richmondshire (1818)
- The Rivers of England (1824)
- The Ports of England (1824–1828)
- Picturesque Views on England and Wales (1826–1838)
- The Rivers of France (1833–1835)

Unter den topographischen Zyklen spielt der mit einem programmatischen Ansatz geplante Liber studiorum eine besondere Rolle. Mit ihm ahmt er den Liber Veritatis nach, in dem Claude Lorrains Landschaftskompositionen in England verbreitet worden waren. Auch wenn das 1807–1819 herausgegebene Werk kein geschäftlicher Erfolg war, vermittelte es doch dem englischen Publikum Turners Vorstellungen von Landschaftskunst, ihrer thematischen Unterteilung und ihrer idealen Darstellungsweise. Es erschien in 14 Lieferungen, jede enthielt je ein Bild aus jeder der Kategorien Pastorale, Seestück, Berglandschaft, Architektur und historische Landschaft oder episch-ländliche Landschaft, einschließlich des Titelblatts sind es 71 Blätter. Turner lieferte nicht nur die in Sepia ausgeführten Vorlagen, sondern radierte auch erhebliche Teile selbst. Sein (mit ihm nicht verwandter) Namensvetter Christian Turner, ab Folge 5 dann andere Stecher, darunter Robert Dunkarton, vervollständigten die in Schabkunsttechnik (Mezzotinto) ausgeführten Druckplatten.

## Malweise
So revolutionär und unzeitgemäß Turner auch erscheint, so war sein Stil doch weder völlig voraussetzungslos noch abseits des Zeitgeistes. Das Interesse am Unwirklichen in der romantischen Literatur, die Vorliebe der Zeitgenossen für das Aquarell und seine Eignung zu lichtheller Landschaftsdarstellung, die dramatischen Lichteffekte Rembrandts, die atmosphärischen Szenerien Lorrains, die Farbigkeit Thomas Gainsboroughs und die Farbenlehre Goethes flossen in den Malstil Turners ein. Noch 1833 reiste er über Berlin, Dresden, Prag und Wien, um in den großen Museen die Alten Meister zu studieren.
Um 1800 standen Turners manchmal eher dunkle Gemälde noch unter dem Einfluss Richard Wilsons, des Malers der Erhabenheit englischer Landschaften. Im Jahre 1802 dürfte ihn im Louvre die raue, pastose Malweise Tizians beeindruckt haben. Im zweiten Jahrzehnt hellte sich die Palette auf: Seine erste Reise nach Italien (1819) verschaffte ihm Eindrücke, die ihn zum Maler des Lichts werden ließen. Schon in den Werken seiner Jugendzeit wird es effektvoll eingesetzt, wenn es aus den Wolken hervorbricht, die Bilderzählung dramatisch steigernd.
Die Sonne selbst, vor Turner kaum einmal als Lichtquelle Gegenstand der Malerei (Ausnahme: Claude Lorrain), taucht schon in den frühen Landschaften auf, die meist eine morgendlich oder abendlich beleuchtete Stimmung wiedergeben. Sind hier die Einzelheiten noch eher detailliert ausgeführt und mit Staffagefiguren bevölkert, entmaterialisieren sich die Sujets im Spätwerk immer mehr und die Konturen lösen sich in diffuse Übergänge auf. Ein Minimum an Gegenständlichem ist mit einem Höchstmaß an atmosphärischen Farb- und Helligkeitsabstufungen wiedergegeben. Als Gestaltungsmittel setzt Turner hierfür gern das Gegenlicht der auf- oder untergehenden Sonne ein, was ihm gleichzeitig eine farbliche, oft ins Pastell gehende Aufhellung wie auch eine verschleierte Unschärfe der dargestellten Objekte erlaubt, so exemplarisch bereits in der Fighting Temeraire, seinem in England wohl populärsten Bild, oder in dem 2 Jahre später entstandenen und heute als sozialkritisch gewürdigten Sklavenschiff.
Die Gemälde der späteren Jahre sind es, die Turner als Vorläufer des Impressionismus oder gar der Abstrakten Kunst erscheinen lassen. Doch ging es ihm nicht um formale Experimente, seine Darstellungsweise war immer Ausdruck von sinnlich Erfahrenem und ebenso sinnlich Wahrzunehmendem. Seine Malweise, vor allem in den Landschaften, bei denen es nicht um topographische Treue ging, folgte keiner peniblen Vorzeichnung. Oft ging der Maler von skizzenhaft mit dem Palettmesser auf die Leinwand gebrachten Spachtelstrichen aus. Im weiteren Malprozess wurden sie ausgearbeitet, zufällige Anregungen einbeziehend. Zwar entstanden seine vielen Zeichnungen und wenige seiner Aquarelle vor der Natur, aber keinesfalls größere Ölgemälde. Dies setzte den Gebrauch von Tubenfarben voraus, die erst in der zweiten Hälfte des 19. Jahrhunderts zur Verfügung standen und die Freilichtmalerei der Impressionisten ermöglichten.
Seine Malweise wurde zunehmend freier und widersprach in seinem Spätwerk häufig dem Zeitgeschmack. „In seinen letzten Landschaftsbildern ist die gegenständliche Lesart immer weniger eindeutig, sie wirken unabgeschlossen und skizzenhaft.“

## Außerkünstlerische Einflüsse auf die Farbigkeit Turners
Von naturwissenschaftlicher Seite ist darauf hingewiesen worden, dass die Steigerung der Farbigkeit in der malerischen Wiedergabe atmosphärischer Erscheinungen in der Malerei um und nach 1816 mit den tatsächlichen Veränderungen des Morgen- und Abendhimmels durch den global verbreiteten Staub als Folge des 1815 im Pazifik ausgebrochenen Vulkans Tambora zusammenhängen.
Für diesen Wechsel in Turners Stil sprechen jedoch eher mehrere Ursachen, da Turner schon vor 1815 wiederholt leuchtend gelb-orange Sonnenuntergänge gemalt hatte; diese äußeren Anregungen waren also nicht einzige Voraussetzung. Eine Augentrübung als Ursache zur intensiven Farbgestaltung Turners ist jedoch umstritten.

## Bildthemen
Turners eindrucksvolles Selbstbildnis darf nicht darüber hinwegtäuschen, dass das Porträt in seinem Werk nahezu keine Rolle spielt. Überhaupt kommt Figürliches nur am Rande vor, zum Beispiel als Staffage in den historischen Landschaften oder als den Naturgewalten ausgesetzte, kaum erkennbare Kreatur.
Nach dem Vorbild niederländischer Marinemaler, etwa Willem van de Velde der Jüngere, stellte er zu Anfang des Jahrhunderts gerne Schiffe in stürmischer See dar. Seit 1798 hatte die Royal Academy erlaubt, den ausgestellten Gemälden Gedichte oder Zitate hinzuzufügen. Turner machte davon intensiv Gebrauch, doch tragen seine Verse nicht immer zur Klärung der Bildintention bei. Manche scheinen nachträglich zugeordnet, es scheint sogar, dass „Turner in Worten dem nachtastete, was er an seinem Bild erlebte“.
In seinen mythologischen und Historienbildern (diese Gattung wurde zu seiner Zeit noch gegenüber der Landschaftsmalerei als höherrangig angesehen) spielt die figurale Aktion nur eine nebensächliche Rolle. Auch hier gilt: Licht, Wasser, Natur und Landschaft sind die eigentlichen Bildthemen. Die Elemente der Landschaft erscheinen teils idyllisch und anmutig, oft aber als bedrohlich: ein Seesturm, ein Vulkanausbruch, ein Unfall im Gebirge, die Sintflut, zerschellende Schiffe oder brennende Gebäude sind typische Motive. Hinter den malerischen Mitteln, diese Dramatik darzustellen, sind immer wieder Aussagen verborgen, die Turners Wahrnehmung seiner Zeit, Umwelt und Gesellschaft erkennen lassen: Das von einem Dampfschiff im Licht der untergehenden Sonne zum Abwracken geschleppte Segelschiff Temeraire (1838), das Sklavenschiff (1840), die dem Gewitter auf schmaler Brücke trotzende Große West-Eisenbahn (1844), sind in dieser Epoche noch seltene Zeugnisse für die künstlerische Wahrnehmung technischer Neuerungen oder sozialer Missstände. Auch im Brand des Parlamentsgebäudes (1834) sieht man heute neben der reportagehaften Aktualität im „strafenden Eingriff des Lichts“ die Vergänglichkeit gesellschaftlicher Verhältnisse als symbolischen Nebensinn ausgedrückt. Dreimal war Turner in Venedig, der Stadt, in der er seine wichtigsten Stadtansichten malte, immer vom Wasser her gesehen. Die frühe Rialtobrücke (1820) ist noch traditionell im Stil der Vedutenmalerei ausgearbeitet, die zahlreichen späteren Bilder dagegen lassen die Lagunenstadt im flirrenden Licht verschwimmen.

## Erbe und Nachruhm

### Testament

Turners Haus in Chelsea

Als William Turner mit 76 Jahren starb, hinterließ er dem englischen Staat mehr als 20.000 Werke und ein materielles Vermögen von etwa 140.000 ₤, das einer Stiftung für notleidende Künstler zukommen sollte. Turners einzige Verwandte waren fünf Cousins, zu denen auch Mr. Thomas Price Turner gehörte, ein Musiklehrer aus Exeter. Ein Sohn von Turners Cousin, Jabez Tepper, erhob im Namen der Verwandtschaft Klage gegen das Testament. Dies mit der Begründung, dass Turner nicht bei Sinnen gewesen sein konnte, da bereits seine Mutter in der Irrenanstalt verstorben war. Besonders erbost waren die Erben über die Schenkung zugunsten einer Einrichtung für verarmte Künstler, für die Turner sein Land in Twickenham vorgesehen hatte. Das Testament bot mit seinen vielen Nachträgen und Änderungen zahlreiche Möglichkeiten zum Prozessieren, so dass der Rechtsstreit über fünf Jahre lang andauerte.

Die Turner-Goldmedaille – Entwurf von Daniel Maclise

Im Jahre 1856 erhielt die Royal Academy of Arts aus dem Nachlass von Turner die Summe von 20.000 £, die in Übereinstimmung mit dem Testament des verstorbenen J. M. W. Turner für eine Turner-Medaille aus Gold für das beste Landschaftsgemälde alle zwei Jahre verliehen werden sollte. Entwürfe für die Gestaltung der Medaille von Edward Hodges Baily wurden abgelehnt. Nun wurden drei weitere Künstler, William Mulready (1786–1863), William Dyce und Daniel Maclise um einen Entwurf gebeten. Für die Vorderseite wurde Dyces Entwurf ausgewählt, der Turner im Profil zeigt, und für die Rückseite der Entwurf von Maclise. Im November 1859 kam die Medaille schließlich zur Ausführung. Seit 1938 wird die einstige Goldmedaille aus Bronze geprägt und mit 50 £ Preisgeld bedacht.

### Nachlass in den Londoner Sammlungen
Am 19. März 1856 gab es vor dem Obersten Gerichtshof (The Court of Chancery) eine Einigung dahingehend, dass alle Gemälde, Zeichnungen und Entwürfe, vollendet oder unvollendet von Turners Hand, an die Nation fallen – während seine Stiche und der Grundbesitz an die Verwandten ging. Als Testamentsvollstrecker hatte Turner seine Freunde, den Architekten Philip Hardwick R. A., den Maler und Keeper der Royal Academy George Jones R. A., seinen Reisebegleiter Hugh A. J. Munro, John Ruskin, Charles Turner, Kupferstecher und den Kunsthändler Thomas Griffiths benannt. Ruskin, der bei Turners Tod auf Reisen war, lehnte es ab, als Testamentsvollstrecker zu fungieren. Auf Bitten der Regierung erklärte er sich jedoch 1856 bereit, eine Sortierung der Zeichnungen, Skizzen und Skizzenbücher durchzuführen.
Von einem kleinen Komitee, bestehend aus Sir Eastlake, William Russell und Ralph Wornum von der National Gallery zusammen mit drei von Turners Testamentsvollstreckern Munro, den Künstlern Clarkson Stanfield und David Roberts, wurden 103 Bilder und 97 gerahmte Zeichnungen für eine Ausstellung 1856/1857 im Marlborough House ausgewählt und danach in das Museum von South Kensington überführt, bis ein Turner-Museum innerhalb der National Gallery geschaffen war – nach Turners Testament innerhalb von 10 Jahren. Die Eröffnung eines Anbaus am Trafalgar Square 1876, bekannt als Barry Rooms, ermöglichte es, die beiden unvollendeten Bilder Dido building Carthage und Sun Rising through Vapour zusammen mit den Skizzen und Zeichnungen aus dem South Kensington Museum zu holen und im Gebäude der National Gallery zusammenzuführen.
Nach Ruskins Sortierung wurde 1905 der Kunsthistoriker, -kritiker und Zeichner Alexander J. Finberg (1866–1939) beauftragt, die Schenkung zu katalogisieren. Darin sind in zwei Bänden 19.743 Skizzen und Zeichnungen sowie mit seinen Skizzenbüchern insgesamt 20.098 Positionen aufgeführt.
Als die Sammlung der National Gallery wuchs, gab es erneut Platzprobleme mit der Turner-Schenkung. 1910 fiel die Entscheidung, die Sammlung der 1897 eröffneten Tate Gallery am Themseufer zu übergeben. Als das Hochwasser der Themse 1928 auch die Tate Gallery erreichte, wurden seine Drucke in das British Museum ausgelagert, wo sie bis 1987 verblieben. Dann wurden sie in der neu erbauten Clore Gallery mit den Ölgemälden zusammengeführt. Im British Museum verblieben 80 Aquarelle, die nicht ausgeblichen waren, und eine Sammlung von fast 900 Drucken.
Im Jahr 1955 wurde die Tate Gallery auch formell von der National Gallery getrennt. 1968 beschloss man, dass die Sammlungen britischer Maler in jeder Galerie klarer definiert werden sollten. Die National Gallery besaß 2013 sieben Gemälde, um Turner auch am Trafalgar Square zu zeigen (2020: 10 Gemälde). Gemäß Turners Wunsch sind sie zusammen mit zwei Bildern von Claude Lorrain ausgestellt. Zu Beginn des 21. Jahrhunderts sind in der Tate Gallery fast 30.000 Werke mit Zugangsnummern registriert.

### Künstlerische Rezeption
Turner hatte, ungewöhnlich für einen Künstler seiner Zeit und Bedeutung, keine unmittelbaren Schüler. Seine Bedeutung und Originalität wurde in der zweiten Hälfte des 19. Jahrhunderts zwar anerkannt, zunächst aber eher distanziert gesehen. So beklagt eine deutsche Enzyklopädie um 1890 seine „Maßlosigkeit der Phantasie und Übertreibung im Kolorit“. Der Einfluss Turners auf eine junge Generation von Malern wuchs erst, seit Impressionisten wie Camille Pissarro und Claude Monet oder der Kunsthändler Paul Durand-Ruel vor dem Deutsch-Französischen Krieg 1870/71 nach London geflohen waren. Später gaben sie ihre dort gewonnenen Eindrücke von Turners später Malweise an das Pariser Kunstleben weiter. Die Fauvisten, Expressionisten und Wassily Kandinsky folgten ihnen. Turner gilt als „Schlüsselfigur für den Übergang der Malerei zur historischen Moderne“. Mit steigender Wertschätzung dieser Strömungen wurde auch Turners Werk neu gesehen und in den Museumshängungen umfangreicher berücksichtigt.
Laut dem Genesis-Musiker Steve Hackett ist eine der finalen Textstellen (There’s an angel standing in the sun) von Supper's Ready von dem Turner Bild The Angel, Standing in the Sun inspiriert.

### „Turner Prize“
Seit dem Jahr 1984 verleiht die Tate Gallery erneut alljährlich den Turner Prize an einen Künstler (bis 2017 unter 50 Jahren), der sich durch eine Ausstellung oder andere Präsentation seiner Arbeit in der zeitgenössischen Kunst im zurückliegenden Jahr hervorgetan hat. Der mit 40.000 £ dotierte Preis ging mit 25.000 £ an den Erstplatzierten und jeweils 5000 £ an die Nachfolgenden. Diese Auszeichnung mit der Turner-Medaille war bald sehr umstritten und stößt auch weiterhin auf Kritik.

### Ansehen heute
Sein heutiger Ruhm zeigt sich nicht nur in enormen Preisen auf dem Kunstmarkt und in bedeutenden Ausstellungen seit den 1970er Jahren. Auch Kunstpreise werden nach ihm benannt, wie der Turner Prize von der Tate Gallery, und von 2004 bis 2015 der Turner Watercolor Award vom Royal Institute of Painters in Water Colours. Weitere Widmungen sind das 2011 eröffnete Turner Contemporary, einem Museum für zeitgenössische Kunst in Margate (Kent) und die Würdigung mit seinem Bildnis auf der 2016 vorgestellten und ab 2020 in Umlauf gekommenen 20 ₤-Note der Bank of England.
Um Turner gegen einen Kolonialismusvorwurf und Umweltschutzkritik zu schützen, gründete sich Mitte 2021 eine Gruppe namens „History Reclaimed“, die namhafte Historiker unter dem Vorsitz von Robert Tombs und David Abulafia vereint. Die Vereinigung will sich gegen Instrumentalisierungen der Vergangenheit für politische Zwecke einsetzen.

### Kunstmarkt

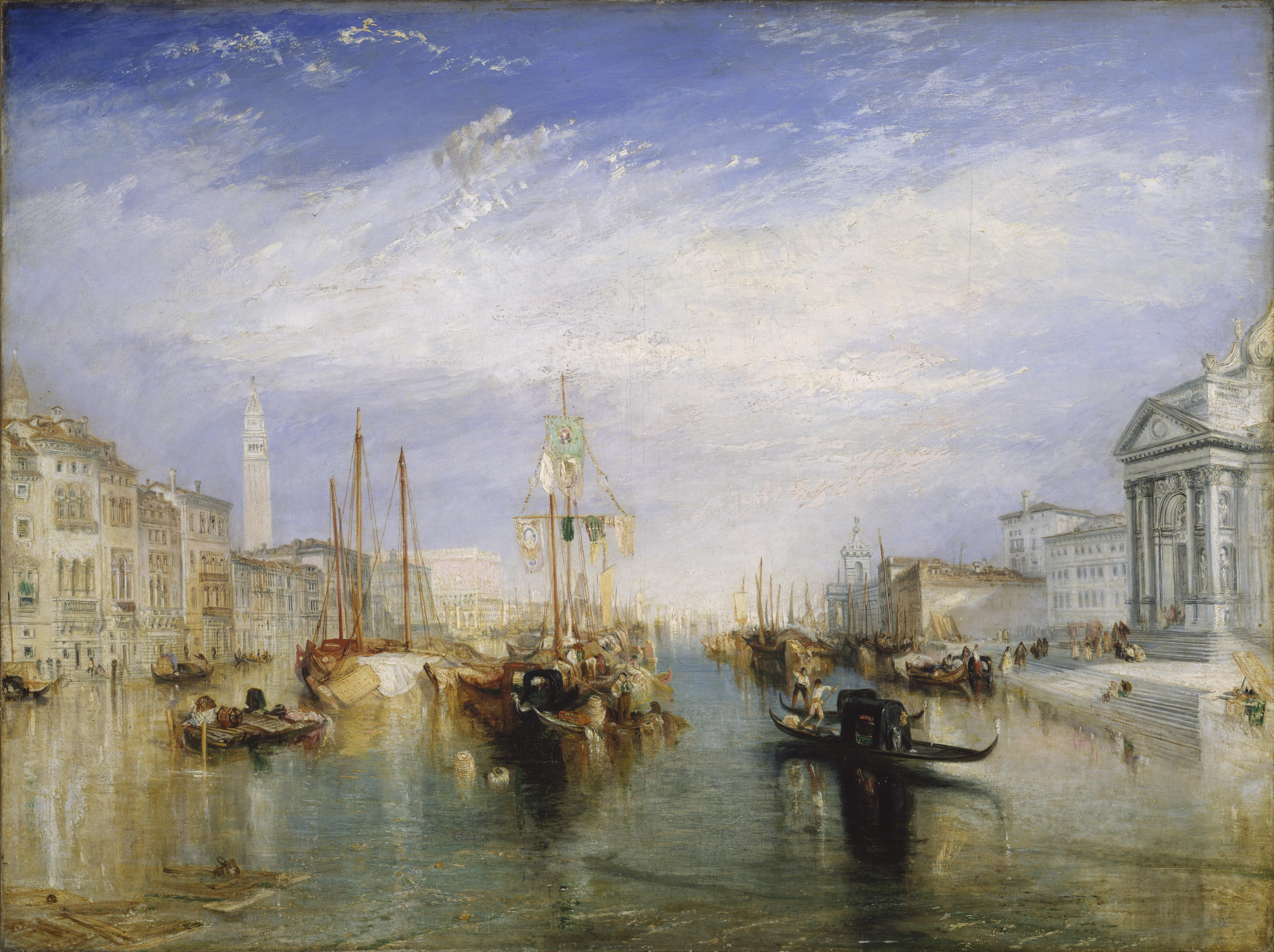
The Grand Canal Venice, um 1835, The Metropolitan Museum of Art, New York

Da sich ein Großteil von Turners Gemälden in öffentlichem Besitz befindet, werden heute auf dem Kunstmarkt Turner-Bilder eher selten angeboten. Sie erreichen seit den 1980er Jahren regelmäßig Spitzenpreise.
Seine Bilder wurden schon zu Lebzeiten zu Preisen um 500 £ gehandelt. Nach Turners Tod zogen die Preise kräftig an. Im April 1875, gut 20 Jahre nach Turners Tod, ersteigerte das New Yorker Metropolitan Museum of Art das Bild The Grand Canal Venice aus der Sammlung Manley Hall für 7350 £.
1828 erhielt Turner von dem Kunstsammler James Wadmore für drei Bilder 700 £. Unter ihnen befand sich auch Cologne, the Arrival of a Packet Boat, das 1854 für 2100 £ (2000 Guinees) verkauft wurde, und damit als erstes seiner Bilder die Summe von 2000 £ übertraf. Käufer war möglicherweise der Sammler John Naylor († 1889), dessen Erben es 1914 zusammen mit zwei weiteren Bildern für 42.000 £ an die Frick Collection verkauften.
Am 29. Mai 1980 wurde das Bild Juliet and Her Nurse bei Sotheby’s für 6,4 Millionen £ versteigert. Es war bis dahin der höchste Preis, der in einer Auktion für ein Turner-Bild erlöst werden konnte. Auf dem Kunstmarkt nimmt Turner seit dem Ende des 20. Jahrhunderts eine führende Position ein: Sein bislang teuerstes Gemälde, Modern Rome – Campo Vaccino, wurde 2010 für rund 44,9 Millionen US-Dollar von Beauftragten des J. Paul Getty Museums in Los Angeles ersteigert.
Als das Bild Rome from Mount Aventine 1878 von Archibald Primrose, 5. Earl of Rosebery erworben wurde, besichtigten 12.000 bis 15.000 Menschen das öffentlich ausgestellte Bild. Gekauft wurde es für über 6000 £. Das Bild blieb bis 2014 in der Rosebery Collection. Am 3. Dezember 2014 wurde es an einen unbekannten Telefonbieter für 30.3 Millionen £ versteigert, der Schätzpreis lag bei 15–20 Millionen.
Aquarelle und Aquarellskizzen Turners erzielen auf Auktionen ebenfalls hohe Preise. Einen absoluten Spitzenpreis für eine Arbeit auf Papier erreichte das Aquarell The Blue Rigi: Lake of Lucerne, Sunrise, das im Juni 2006 bei Christie’s für 5,2 Millionen £ an einen anonymen Bieter versteigert wurde. Den bisherigen Rekord für eine Arbeit auf Papier hielt das Aquarell Heidelberg with a Rainbow, das 2001 für 2 Millionen £ versteigert wurde. Im Oktober 2024 wurde das Ölgemälde Venedig, vom Canale della Giudecca aus gesehen, mit der Kirche Santa Maria della Salute in Wien wiederentdeckt und ein Verkauf angekündigt.

## Werke (Auswahl)
| Bild | Titel                                      | Jahr                    | Material / Größe                                  | Ausstellung/Sammlung/Besitzer          |
| ---- | ------------------------------------------ | ----------------------- | ------------------------------------------------- | -------------------------------------- |
|      | Fischer auf See                            | 1796                    | Öl auf Leinwand, 122,2 cm ×91,4 cm                | London, Tate Gallery                   |
|      | Llanberris                                 | 1800                    | Wasserfarbe, 55,3 cm × 77,2 cm,                   |                                        |
|      | Calais Pier                                | 1801                    | Öl auf Leinwand                                   | London, National Gallery               |
|      | Der Gotthardpass                           | 1804                    | Wasserfarbe mit Auskratzungen, 98,5 cm × 68,5 cm, | Kendal, Abbot Hall Art Gallery (UK)    |
|      | Der Loreley-Felsen                         | 1817                    |                                                   | Leeds Museum and Galleries, England    |
|      | Bell Rock Leuchtturm                       | 1819                    | Wasserfarbe, 30,6 cm × 45,5 cm,                   | Edinburgh, Schottische Nationalgalerie |
|      | Die Peterskirche von Süden her             | 1819                    | Wasserfarbe, 22,8 cm × 36,8 cm,                   | London, British Museum                 |
|      | Schloss Arundel mit Regenbogen             | 1824 ca.                | Wasserfarbe, 70 cm × 52,6 cm                      | London, British Museum                 |
|      | Stonehenge                                 | 1825–1828               | Wasserfarbe, 76,5 cm × 53,2 cm,                   | Privatsammlung                         |
|      | Brennendes Schiff                          | 1830 ca.                | Wasserfarbe, 49 cm × 34 cm,                       | London, Tate Gallery                   |
|      | The Grand Canal                            | 1835 ca.                | Öl auf Leinwand, 91 cm × 122 cm,                  | New York, Metropolitan Museum of Art   |
|      | Der Brand des Parlamentsgebäudes in London | 1835                    | Öl auf Leinwand, 92,7 cm × 123 cm,                | Cleveland (Ohio)                       |
|      | Der Brand des Ober- und Unterhauses        | 1835                    | Öl auf Leinwand, 92,5 cm × 123 cm,                | Philadelphia Museum of Art, USA        |
|      | Die kämpfende Temeraire                    | 1838                    | Öl auf Leinwand, 90,7 cm × 121,8 cm,              | London, National Gallery               |
|      | Das Sklavenschiff                          | 1840                    | Öl auf Leinwand, 90 cm × 120 cm,                  | Boston, (USA), Museum of Fine Arts     |
|      | Der Vierwaldstätter See                    | um 1841                 | Wasserfarbe, 30,5 cm × 46,4 cm                    | London, Tate Gallery                   |
|      | Falls of the Rhine at Schaffhausen         | 1841 ca.                | Wasserfarbe, Deckfarbe, Kohlenstift und Tinte     | Edinburgh, Scottish National Gallery   |
|      | Konstanz am Bodensee                       | 1842                    | Wasserfarbe,                                      | London, British Museum                 |
|      | Licht und Farben                           | 1843                    | Öl auf Leinwand, 78,7 cm × 78,7 cm,               | London, Tate Gallery                   |
|      | Heidelberg mit einem Regenbogen            | 1841 ca.                | Öl auf Leinwand                                   | Edinburgh, Scottish National Gallery,  |
|      | Rough Sea with Wreckage                    | 1840–1845               | Öl auf Leinwand, 92,1 cm × 122,6 cm,              | London, Tate Gallery                   |
|      | Sunrise with Sea Monsters                  | 1845                    | Öl auf Leinwand, 91,4 cm × 121,9 cm,              | London, Tate Britain                   |
|      | Turner in seinem Atelier                   | 2. Viertel des 19. Jh.s | Wasserfarbe, 14 cm × 19 cm,                       | London, British Museum                 |

## Ausstellungen (Auswahl)
- William Turner – Licht und Farbe. Museum Folkwang, Essen, 15. September 2001 bis 6. Januar 2002.[57]
- William Turner. Kunsthaus Zürich, 1. Februar – 26. Mai 2002.[58]
- Turner and Venice. Tate Britain, London, 9. Oktober 2003 bis 11. Januar 2004.[59]
- J.M.W. Turner. National Gallery, London, 1. Oktober 2007 bis 6. Januar 2008.[60]
- William Turner. Maler der Elemente. Bucerius Kunst Forum, Hamburg, 2. Juni – 11. September 2011.[61]
- Reisen mit William Turner. Kunsthaus Apolda Avantgarde, 15. Januar – 9. April 2012.[62]
- Reisen mit William Turner. Städtische Galerie in der Reithalle, Paderborn 28. April – 15. Juli 2012.
- Turner Inspired in the Light of Claude. National Gallery, London, 14. März – 5. Juni 2012.[63]
- Turner, Monet, Twombly – Later Paintings. Staatsgalerie Stuttgart, 11. Februar – 28. Mai 2012.[64]
- Turner and the Sea. National Maritime Museum, Greenwich, 22. November 2013 bis 21. April 2014.[65]
- Late Turner – Painting Set Free. Tate Britain, London, 10. September 2014 – 25. Januar 2015,[66] danach 
 Getty Museum, Los Angeles, 24. Februar – 24. Mai 2015[67] und 
 Fine Arts Museums of San Francisco, 20. Juni – 20. September 2015.[68]
- JMW Turner – Adventures in Colour. Turner Contemporary in Margate (Kent), 8. Oktober 2016 bis 8. Januar 2017.[69]
- Turner. Das Meer und die Alpen. Kunstmuseum Luzern, 6. Juli – 13. Oktober 2019.[70]
- Turner. Horror and Delight. LWL-Museum für Kunst und Kultur, Münster, 8. November 2019 bis 26. Januar 2020.[71]
- Turner. The Sun Is God. Fondation Gianadda, 3. März – 25. Juni 2023.[72][73]
- Turner. Three Horizons. Städtische Galerie im Lenbachhaus und Kunstbau München, 28. Oktober 2023 – 10. März 2024.[74][75]

## Filme
- William Turner und das Abenteuer Alpen. (OT: Les Alpes, la grande aventure de William Turner.) Dokumentarfilm, Frankreich, 2020, 13:08 Min., Buch und Regie: Diane Aragou, Produktion: arte, Reihe: Stadt Land Kunst (OT: Invitation au voyage), Erstsendung: 8. September 2020 bei arte, Inhaltsangabe von ARD, online-Video aufrufbar bis zum 8. September 2022.
- Sehnsuchtsorte – Nordengland und Turner. Dokumentarfilm, Deutschland, 2018, 43:13 Min., Buch und Regie: Ina Kessebohm, Produktion: Gebrueder Beetz Filmproduktion (GBF), ZDF, arte, Reihe: Sehnsuchtsorte, Erstsendung: 19. Juni 2018 bei arte, Inhaltsangabe von ARD, Vorschau, 0:37 Min. von GBF.
- Die großen Künstlerduelle – Turner vs. Constable. Dokumentarfilm, Deutschland, 2017, 51:51 Min., Buch: Andreas Gräfenstein, Lucie Tamborini, Regie: Andreas Gräfenstein, Sprecherin: Hansi Jochmann, Produktion: 3B-Produktion, ZDF, arte, Reihe: Die großen Künstlerduelle, Erstsendung: 3. Dezember 2017 bei arte, Inhaltsangabe von ARD, Inhaltsangabe und Video-Anfang, (2:40 Min.) von 3B-Produktion.
- Mr. Turner – Meister des Lichts. Spielfilm, Vereinigtes Königreich, 2014, 149 Min., Regie: Mike Leigh, Hauptdarsteller: Timothy Spall, Inhaltsangabe und Video-Ausschnitt von Festival de Cannes, (englisch).
- J. M. W. Turner. Dokumentarfilm, Frankreich, 2010, 54 Min., Regie: Alain Jaubert, Produktion: Les Poissons Volants, arte France, Inhaltsangabe von arte.
- Sechsteilige Reihe Reisen mit Turner / Voyages avec Turner von hr-fernsehen[76] & arte,[77] 2002:

1. Die Themse – Lob der Heimat. (Alternativtitel: La Tamise – Louanges au pays.) Dokumentarfilm, Deutschland, Frankreich, 2002, 26 Min., Buch und Regie: Günter Pütz, Produktion: arte, Reihe: Reisen mit Turner / Voyages avec Turner, Erstsendung: 23. März 2002 bei arte, Inhaltsangabe der Reihe von 3sat, Inhaltsangabe des Films, (Memento vom 23. August 2017 im Internet Archive).
2. Die Seine – Leuchten des Augenblicks. (Alternativtitel: La Seine – Lumière de l’instant.) Dokumentarfilm, Deutschland, Frankreich, 2002, 26 Min., Buch und Regie: Henning Burk, Produktion: arte, Reihe: Reisen mit Turner, Erstsendung: 30. März 2002 bei arte, Inhaltsangabe von 3sat.
3. Der Rhein – Spiegel der Phantasie. (Alternativtitel: Le Rhin – Miroir de l’imaginaire.)[76] Dokumentarfilm, Deutschland, Frankreich, 2002, 26 Min., Buch und Regie: Elisabeth Weyer, Produktion: arte, Reihe: Reisen mit Turner, Erstsendung: 6. April 2002 bei arte, Inhaltsangabe von 3sat.
4. Die Mosel – Anmut und Ursprünglichkeit. (Alternativtitel: La Moselle – Charme et authenticité.) Dokumentarfilm, Deutschland, Frankreich, 2002, 26 Min., Buch und Regie: Manfred Schuchmann, Produktion: arte, Reihe: Reisen mit Turner, Erstsendung: 13. April 2002 bei arte, Inhaltsangabe von arte, (Memento vom 18. April 2013 im Webarchiv archive.today).
5. Loire – Die träge Schöne. (Alternativtitel: La Loire – Belle indolente.) Dokumentarfilm, Deutschland, Frankreich, 2002, 26 Min., Buch und Regie: Harald Zander, Produktion: arte, Reihe: Reisen mit Turner, Erstsendung: 20. April 2002 bei arte, Inhaltsangabe von arte, (Memento vom 18. April 2013 im Webarchiv archive.today).
6. Venedig – Lichtzauber und Farbgestöber. (Alternativtitel: Venise. Symphonies de lumières et de couleurs.) Dokumentarfilm, Deutschland, Frankreich, 2002, 26 Min., Buch und Regie: Eva Maek-Gérard, Produktion: arte, Reihe: Reisen mit Turner, Erstsendung: 27. April 2002 bei arte, Inhaltsangabe von arte, (Memento vom 18. April 2013 im Webarchiv archive.today).